# ベティ・ロビンソン
エリザベス・"ベティ"・ロビンソン (Elizabeth ("Betty") Robinson、1911年8月23日 - 1999年5月18日)は、アメリカ合衆国の陸上競技選手。1928年アムステルダムオリンピックに出場。女子100mで優勝し女子陸上競技の最初の金メダリストとなった。

## 経歴
ロビンソンは16歳で初めて100mを走ったときに、アメリカ記録保持者に次いで2位という結果を残し、次のレースでは非公認ながら世界タイ記録を樹立する。
1928年アムステルダムオリンピックは女子の陸上競技がオリンピックに採用された最初の大会であった。大会が開催されるまで女子陸上競技は予定には入っていなかった。開催予定に含めるかどうかは委員会の間でも大いに論争となっていた。
さて、アムステルダムでロビンソンは100mに出場。彼女にとって4回目の100mのレースであったが予選を勝ち抜いた後は決勝で世界タイ記録を樹立し金メダルを獲得。オリンピック女子100mの初代チャンピオンに輝いた。彼女はさらに4×100mリレーにも出場し、銀メダルを獲得している。
1931年、ロビンソンは飛行機事故に遭い、重傷を負ってしまい、翌年のロサンゼルスオリンピックに出場することができなくなる。
幸運にも怪我から復帰することができたが、彼女はひざまずくことができずうまくスタートできなくなっていた。それでも1936年ベルリンオリンピックには4×100mリレーのアメリカ代表として選ばれ、第3走者として出場。圧倒的な優勝候補であったドイツがバトンミスで失格したため、ロビンソンは8年ぶりに金メダルを獲得した。